# 176E busz (Budapest)
A budapesti 176E jelzésű autóbusz az Örs vezér tere és a Rákoscsaba-Újtelep, Tóalmás utca között közlekedik. Útvonala az Örs vezér tere és a Vidor utca megállóhelyek között azonos a 276E busszal. A viszonylatot a Budapesti Közlekedési Zrt. üzemelteti.

## Története
2008. augusztus 21-én a megszűnő 176-os busz helyett 176E jelzéssel indítottak új járatot az Örs vezér tere és Rákoscsaba-Újtelep, Tóalmás utca között.
2009. augusztus 24-étől a Keresztúri út helyett a Kerepesi úton közlekedik.
2020. április 1-jén a koronavírus-járvány miatt bevezették a szombati menetrendet, ezért a vonalon a forgalom szünetelt. Az intézkedést a zsúfoltság miatt már másnap visszavonták, így április 6-ától újra a tanszüneti menetrend van érvényben, a szünetelő járatok is újraindultak.
2023. január 9-étől üzemideje kibővült, munkanapokon egész nap közlekedik.
2024. február 5-étől útvonala Rákoscsaba felé módosult, a Bártfai utca helyett a Naplás úton közlekedik, megállóhelyei kis mértékben módosultak. Ugyanekkor a viszonylaton az este 20 óra utáni időszakban elsőajtós felszállást vezettek be.

## Útvonala
| Rákoscsaba-Újtelep, Tóalmás utca felé |
| Örs vezér tere M+H vá. – Fehér út – Kerepesi út – Veres Péter út – Bökényföldi út – Rákosligeti határút – Cinkotai út – Gyöngytyúk utca – XVII. utca – XVIII. utca – Ároktő út – Diadal utca – Naplás út – Szent Imre herceg út – Tarcsai út – Rákoscsaba-Újtelep, Tóalmás utca vá. |
| Örs vezér tere felé |
| Rákoscsaba-Újtelep, Tóalmás utca vá. – Tarcsai út – Szent Imre herceg út – Liget sor – Ferihegyi út – XVII. utca – Gyöngytyúk utca – Cinkotai út – Bökényföldi út – Veres Péter út – Kerepesi út – Fehér út – Örs vezér tere M+H vá.                                                |

## Megállóhelyei
| 0  | Örs vezér tere M+H végállomás               | 35 | 10, 31, 32, 44, 45, 67, 85, 85E, 97E, 131, 144, 161, 161A, 161E, 168E, 169E, 174, 231, 244, 276E, 277 80, 81, 82, 82A 3, 62, 62A |
| 1  | Örs vezér tere M+H (Kerepesi út)            | ∫  | 44, 45, 67, 276E 410, 419, 430, 440, 441, 484, 485, 486, 505, 508, 509, 510 1040, 1049, 1070, 1075, 1077, 1078                   |
| 5  | Egyenes utcai lakótelep                     | 30 | 44, 45 |
| 7  | Lándzsa utca (↓) Thököly út (↑)             | 28 | 44, 45, 276E, 277 |
| 10 | Jókai Mór utca (Rendőrség)                  | 25 | 44, 46, 92, 92A, 146, 276E 410, 440, 441                                                                                         |
| 11 | Mátyásföld, repülőtér H                     | 24 | 44, 46, 92, 92A, 146, 276E |
| 12 | Mátyásföld, Imre utca H                     | 22 | 92, 92A, 276E 410, 440, 441 |
| 13 | Bökényföldi út (↓) Veres Péter út (↑)       | 22 | 92, 92A, 276E |
| 14 | Hunyadvár utca                              | 21 | 276E |
| 15 | Újszász utca                                | 20 | 45, 46, 146, 276E |
| 16 | Nebántsvirág utca (↓) Petőfi tér (↑)        | 19 | 276E |
| 17 | Zsemlékes út                                | 18 | 276E |
| 19 | EGIS Gyógyszergyár                          | 16 | 276E |
| 20 | Injekcióüzem                                | 15 | 276E |
| 20 | Cinkotai autóbuszgarázs                     | 14 | 46, 146, 146A, 276E |
| 22 | Vidor utca                                  | 12 | 46, 146, 146A, 276E |
| ∫  | Gyöngytyúk utca                             | 11 | 46, 146, 146A, 261E, 276E |
| 24 | Tarack utca                                 | 9  | 146, 146A, 261E, 276E |
| 26 | XVIII. utca                                 | ∫  | 98, 146, 146A, 198, 261E, 276E                                                                                                   |
| 27 | Ároktő út                                   | ∫  | 98, 276E |
| 27 | Bártfai utca / Diadal utca                  | ∫  | 98, 275, 276E |
| 28 | Rácsos utca (iskola)                        | ∫  | 98, 198, 276E |
| 29 | Aranykút utca                               | ∫  | 98, 198 |
| ∫  | XVIII. utca                                 | 8  | 98, 146, 146A, 198, 261E, 276E                                                                                                   |
| ∫  | Hősök tere                                  | 7  | 98, 146, 146A, 198, 261E, 276E                                                                                                   |
| ∫  | IV. utca                                    | 7  | 98, 198, 261E, 276E |
| ∫  | Rákosliget vasútállomás                     | 6  | 98, 146, 146A, 198, 261E, 276E S80                                                                                               |
| ∫  | II. utca                                    | 5  | |
| ∫  | Robogó utca                                 | 4  | 297 S80 (Rákoscsaba-Újtelep) |
| ∫  | Rákoscsaba-Újtelep vasútállomás             | 3  | 98, 275 S80 |
| ∫  | Tura utca                                   | 3  | 98, 275 |
| 30 | Rákoscsaba vasútállomás                     | 2  | 98, 198, 269, 275, 298 482, 504 S80                                                                                              |
| 31 | Gőzös utca                                  | 1  | 198 482 |
| 32 | Kis Károshíd utca                           | 0  | 198 |
| 33 | Rákoscsaba-Újtelep, Tóalmás utca végállomás | 0  | 198 482, 504 |

Csonkamenetek a viszonylaton
- Cinkotai autóbuszgarázs ► Rákoscsaba-Újtelep, Tóalmás utca (5 indulás)
- Rákoscsaba-Újtelep, Tóalmás utca ► Vidor utca (5 indulás)